# Subong
Subong (en coreano: 수봉, hanja: 守奉, 1646 - ?) era esclavo del falso noble de la dinastía Joseon de Corea.
Subong era una posesión esclava de Shim Chung-ryng(심정량, 沈廷亮). El antepasado de Subong era esclavo, pero la primera vez que esclavizó a su familia fue esclavizado. en algún momento, Subong se ganó la confianza de su maestro Shim Chung-ryng. Shim Chung-ryng fue depositado en tierras lejanas para Subong. Subong era el cultivo, pagar los impuestos al grano, al arroz, a esta tierra. él era otro producto era ganar dinero legítimamente.
El rey Sukjong gobernó desde el principio, la familia Subong y Subong fue la emancipación de los esclavos, porque acumuló una riqueza que le dio a su maestro Shim Chung-ryng. Después de la emancipación de los esclavos, Subong fue comprado al apellido y al clan familiar. el apellido es Kim y el clan familiar es Kimhae.
En 1680, Joseon fue mala cosecha, Subong fue donación a la avalancha de Joseon, sus algunos granos más. La concentración de Joseon fue nombrada para Tongchungdaebu, rango de tres funcionarios públicos.
después de que su descendiente fue a otro país, oculta la identidad y la suplantación, finge ser noble típico. su único bisnieto, Kim Sung-jong, fue a Andong, Kim Sung-jong fue una fabricación de clan familiar y fingió que Andong Kim claen. pero detección y deportación. otro su bisnieto Kim Chong-won fue ir a otro país, este país no vivía ninguno Andong Kim claen, otra familia típica noble. Kim Chong-won se hizo pasar por Andong Kim claen.